# Papyrus 60
Papyrus 60 (in de nummering van Gregory-Aland), of {\displaystyle {\mathfrak {P}}}60, is een handschrift op papyrus van het Evangelie volgens Johannes. Op grond van schrifttype wordt het gedateerd in de 6e of 7e eeuw.
Papyrus 59 geeft (met hiaten) de tekst van Johannes 16:29 – 19:26.
De Griekse tekst van deze codex is een vertegenwoordiger van de Alexandrijnse tekst. Aland plaatst het in Categorie III.
Het handschrift wordt bewaard in The Morgan Library & Museum (P. Colt 4) in New York.